# Oscar Hammerstein II
Oscar Hammerstein II, (n. 12 iulie 1895, New York City, New York, SUA – d. 23 august 1960, Doylestown⁠(d), Pennsylvania, SUA) a fost un libretist american, care s-a născut și a murit în New York.

## Biografie
A fost nepotul lui Oscar Hammerstein I și proprietar al Manhattan Opera House.  Ascensul lui la faima a survenit grație unei serii de comedii muzicale și de operetă , printre care se numără: 
- Sunny (1924),
- Rose Marie (1924),
- The Desert Song (1926),
- Show Boat (1927).

Din 1943, el a lucrat alături de Richard Charles Rodgers în adaptarea comediilor și romanelor, printre care amintim: 
- Oklahoma (1943, premiul special Pulitzer )
- Carousel  (1945)
- Allegro (1947)
- South Pacific (1949), premiul Pulitzer)
- The King and I (1951).
- The sound of music (1958; în 1965 a fost ecranizat, protagonista fiind Julie Andrews)